# Carphoproscopia lancea
Carphoproscopia lancea is een rechtvleugelig insect uit de familie Proscopiidae. De wetenschappelijke naam van deze soort is voor het eerst geldig gepubliceerd in 1880 door Burmeister.